# Thomas Ahlström
Thomas Ahlström (17 luglio 1952) è un ex calciatore svedese, di ruolo attaccante.

## Carriera
Con la Nazionale svedese ha preso parte ai Mondiali 1974.

## Palmarès

### Club

#### Competizioni nazionali
- Campionato greco: 3

Olympiakos: 1979-1980, 1980-1981, 1981-1982
- Coppa di Grecia: 1

Olympiakos: 1980-1981
- Supercoppa di Grecia: 1

Olympiakos: 1980

### Individuale
- Capocannoniere dell'Allsvenskan: 1

1983 (16 gol)